# نیکولاس الیا
نیکولاس الیا (انگلیسی: Nicholas Elia؛ زاده ۱۲ اکتبر ۱۹۹۷) یک است. 